# العلاقات الجامايكية السورية
العلاقات الجامايكية السورية هي العلاقات الثنائية التي تجمع بين جامايكا وسوريا.

## مقارنة بين البلدين
هذه مقارنة عامة ومرجعية للدولتين:
| وجه المقارنة                                              | جامايكا          | سوريا                    |
| --------------------------------------------------------- | ---------------- | ------------------------ |
| المساحة (كم2)                                             | 10.99 ألف        | 185.18 ألف               |
| عدد السكان (نسمة)                                         | 2.95 مليون       | 18.27 مليون              |
| الكثافة السكانية (ن./كم²)                                 | 268.43           | 98.66                    |
| العاصمة                                                   | كينغستون         | دمشق                     |
| اللغة الرسمية                                             | اللغة الإنجليزية | اللغة العربية            |
| العملة                                                    | دولار جامايكي    | ليرة سورية               |
| الناتج المحلي الإجمالي (بليون دولار)                      | 14.77 مليار      | 60.20 مليار              |
| الناتج المحلي الإجمالي (تعادل القوة الشرائية) بليون دولار | 24.79 مليار      |                          |
| الناتج المحلي الإجمالي الاسمي للفرد دولار أمريكي          | 5.23 ألف         |                          |
| الناتج المحلي الإجمالي للفرد دولار أمريكي                 | 8.88 ألف         |                          |
| مؤشر التنمية البشرية                                      | 0.719            | 0.594                    |
| رمز المكالمات الدولي                                      | +1876            | +963                     |
| رمز الإنترنت                                              | .jm              | .sy                      |
| المنطقة الزمنية                                           | 00               | ت ع م+02:00، ت ع م+03:00 |

## منظمات دولية مشتركة
يشترك البلدان في عضوية مجموعة من المنظمات الدولية، منها:
| علم المنظمة | اسم المنظمة                               | تاريخ انضمام جامايكا | تاريخ انضمام سوريا |
| ----------- | ----------------------------------------- | -------------------- | ------------------ |
|             | يونسكو                                    | 7 نوفمبر 1962        | 16 نوفمبر 1946     |
|             | وكالة ضمان الاستثمار متعدد الأطراف        | 12 أبريل 1988        | 14 مايو 2002       |
|             | الأمم المتحدة                             | 18 سبتمبر 1962       | 24 أكتوبر 1945     |
|             | الاتحاد البريدي العالمي                   | ?                    | ?                  |
|             | البنك الدولي للإنشاء والتعمير             | 21 فبراير 1963       | 10 أبريل 1947      |
|             | المنظمة الهيدروغرافية الدولية             | ?                    | ?                  |
|             | الاتحاد الدولي للاتصالات                  | 18 فبراير 1963       | 12 يناير 1924      |
|             | منظمة حظر الأسلحة الكيميائية              | ?                    | ?                  |
|             | مؤسسة التمويل الدولية                     | 31 مارس 1964         | 28 يونيو 1962      |
|             | المركز الدولي لتسوية المنازعات الاستشارية | 14 أكتوبر 1966       | 24 فبراير 2006     |
|             | منظمة الشرطة الجنائية الدولية             | ?                    | ?                  |

## وصلات خارجية
- موقع وزارة الخارجية الجامايكية